# João d’Avila Moreira Lima
João d’Avila Moreira Lima (* 30. August 1919 in Itabirito; † 30. September 2011 in Rio de Janeiro) war ein brasilianischer Geistlicher, Theologe und Weihbischof in São Sebastião do Rio de Janeiro.

## Leben
João d’Avila Moreira Lima studierte Katholische Theologie und Philosophie in Rom und empfing am 8. April 1944 in Rom die Priesterweihe. Er war am Erzbischöflichen Priesterseminar St. Joseph Rektor, geistlicher Leiter und Professor der Theologie.
Papst Johannes Paul II. ernannte ihn am 21. Juni 1982 zum Titularbischof von Lesina und bestellte ihn zum Weihbischof in São Sebastião do Rio de Janeiro. Der Erzbischof von São Sebastião do Rio de Janeiro Eugênio Kardinal de Araújo Sales spendete ihn am 24. August 1982 die Bischofsweihe; Mitkonsekratoren waren José Alberto Lopes de Castro Pinto, Bischof in Guaxupé und Celso José Pinto da Silva, Bischof von Vitória da Conquista. Sein Wahlspruch war „In Verbo Tuo“ (Lukas 5,5).
Am 20. März 2002 nahm Papst Johannes Paul II. seinen altersbedingten Rücktritt an.